# 루시아누 발렌치 지 지우스
루시아누 발렌치 지 지우스(포르투갈어: Luciano Valente de Deus, 1981년 6월 12일 ~ )는 루시아노로 불리는 브라질의 축구 선수이다.

## 축구인 경력

### 클럽 경력
전북 현대 모터스, 아스날 FC, 대전 시티즌, 부산 아이파크, 경남 FC 이렇게 총 5개 클럽에서 활약하였다.